# Never (singel Heart)
Never – singiel zespołu Heart wydany w 1985 roku.

## Ogólne informacje
„Never” to drugi singiel promujący ósmy album studyjny zatytułowany Heart. Piosenka odniosła duży sukces docierając do 4. miejsca na liście Billboard Hot 100. Był to pierwszy taki przypadek w historii zespołu, gdzie do pierwszej dziesiątki Billboardu dostały się dwa utwory z jednego albumu. W Wielkiej Brytanii dotarła najwyżej do 8. miejsca.

## Teledysk
Klip został wyreżyserowany przez Marty'ego Callnera. Podobnie jak What About Love był on bardzo często wyświetlany w stacji MTV.

## Listy przebojów
| Notowanie (1985)                     | Pozycja na liście |
| ------------------------------------ | ----------------- |
| Australian Singles Chart             | 48                |
| Canadian Singles Chart               | 13                |
| Irish Singles Chart                  | 10                |
| UK Singles Chart                     | 8                 |
| U.S. Billboard Hot 100               | 4                 |
| U.S. Billboard Mainstream Rock Chart | 2                 |